# العلاقات البالاوية الفنلندية
العلاقات البالاوية الفنلندية هي العلاقات الثنائية التي تجمع بين بالاو وفنلندا.

## مقارنة بين البلدين
هذه مقارنة عامة ومرجعية للدولتين:
| وجه المقارنة                                              | بالاو                         | فنلندا                                                                               |
| --------------------------------------------------------- | ----------------------------- | ------------------------------------------------------------------------------------ |
| المساحة (كم2)                                             | 465                           | 338.42 ألف                                                                           |
| عدد السكان (نسمة)                                         | 21.73 ألف                     | 5.52 مليون                                                                           |
| الكثافة السكانية (ن./كم²)                                 | 4.67 ألف                      | 16.31                                                                                |
| العاصمة                                                   | نغيرولمود، كورور              | هلسنكي                                                                               |
| اللغة الرسمية                                             | لغة إنجليزية، اللغة البالاوية | اللغة الفنلندية، اللغة السويدية                                                      |
| العملة                                                    | دولار أمريكي                  | يورو، ماركا فنلندية                                                                  |
| الناتج المحلي الإجمالي (بليون دولار)                      | 291.54 مليون                  | 251.88 مليار                                                                         |
| الناتج المحلي الإجمالي (تعادل القوة الشرائية) بليون دولار | 326.12 مليون                  | 231.84 مليار                                                                         |
| الناتج المحلي الإجمالي الاسمي للفرد دولار أمريكي          | 13.50 ألف                     | 42.31 ألف                                                                            |
| الناتج المحلي الإجمالي للفرد دولار أمريكي                 | 14.76 ألف                     | 40.68 ألف                                                                            |
| مؤشر التنمية البشرية                                      | 0.780                         | 0.883                                                                                |
| رمز المكالمات الدولي                                      | +680                          | +358                                                                                 |
| رمز الإنترنت                                              | .pw                           | .fi                                                                                  |
| المنطقة الزمنية                                           | ت ع م+09:00                   | ت ع م+02:00، ت ع م+03:00، أوروبا/هلسنكي ‏، توقيت شرق أوروبا، توقيت شرق أوروبا الصيفي ‏ |

## منظمات دولية مشتركة
يشترك البلدان في عضوية مجموعة من المنظمات الدولية، منها:
| علم المنظمة | اسم المنظمة                        | تاريخ انضمام بالاو | تاريخ انضمام فنلندا |
| ----------- | ---------------------------------- | ------------------ | ------------------- |
|             | مؤسسة التنمية الدولية              | 16 ديسمبر 1997     | 29 ديسمبر 1960      |
|             | الأمم المتحدة                      | 15 ديسمبر 1994     | 14 ديسمبر 1955      |
|             | البنك الدولي للإنشاء والتعمير      | 16 ديسمبر 1997     | 14 يناير 1948       |
|             | بنك التنمية الآسيوي                | 2003               | 1966                |
|             | منظمة حظر الأسلحة الكيميائية       | ?                  | ?                   |
|             | مؤسسة التمويل الدولية              | 16 ديسمبر 1997     | 20 يوليو 1956       |
|             | وكالة ضمان الاستثمار متعدد الأطراف | 16 ديسمبر 1997     | 28 ديسمبر 1988      |
|             | يونسكو                             | 20 سبتمبر 1999     | 10 أكتوبر 1956      |

## وصلات خارجية
- موقع وزارة الخارجية الفنلندية